# Hansfordia pulvinata
Hansfordia pulvinata är en svampart som först beskrevs av Berk. & M.A. Curtis, och fick sitt nu gällande namn av S. Hughes 1958. Hansfordia pulvinata ingår i släktet Hansfordia, divisionen sporsäcksvampar och riket svampar.   Inga underarter finns listade i Catalogue of Life.